# Педро Гонсалес де Мендоса, 9-й сеньор де Мендоса
Педро Гонсалес де Мендоса (исп. Pedro González de Mendoza; 1340 — 14 августа 1385, битва при Алжубарроте) — испанский дворянин, поэт и военный из дома Мендоса. Старший сын Гонсало Яньеса де Мендосы, 8-го сеньора де Мендоса, и Хуаны де Ороско.
9-й сеньор де Мендоса (1359—1385), 1-й сеньор де Альмасан, сеньор де Мендивиль, сеньор Мартиода и сеньор де Ита и Буитраго, главный майордом короля Хуана I Кастильского (1379—1385).

## Биография
Он был первенцем Гонсало Яньеса де Мендосы (сына Диего Уртадо де Мендосы, сеньора Мендосы, и Марии де Рохас) и Хуаны де Ороско, сеньоры де Ита и Буитраго — дочери Диего Фернандеса де Ороско и Менсии Фернандес, и сестры Иньиго Лопеса де Ороско, сеньора де Эскамильи. Предполагается, что он родился в городе Гвадалахара в конце правления короля Альфонсо XI. Его семья происходила из замка Мендоса, которая до сих пор стоит недалеко от Витории.
В 1355 году король Кастилии Педро I Жестокий, в составе гвардии которого служил Педро Гонсалес де Мендоса, предоставив своему вассалу право брать плату за проезд через Гвадалахару, королевского города и с правом голоса в кортесах Кастилии, где его семья имела имущество и большое политическое влияние.
В гражданской войне между королем Педро I и его сводным братом Энрике II де Трастамара он начал поддерживать Педро I Жестокого, но в 1366 году присоединился к Энрике II, когда Педро I бежал из Бургоса в Бордо в поисках помощи у Черного принца. Армия Энрике II потерпела полное поражение в 1367 году в битве при Нахере, в которой Педро Гонсалес де Мендоса попал в плен вместе со своим дядей Иньиго Лопесом де Ороско, казненным Педро I. Черный принц освободил остальных заключенных за выкуп. Педро Гонсалес де Мендоса остался воспитателем Терезы Лопес де Ороско, старшей дочери его дяди Иньиго, а вдова Иньиго, Марина, осталась присматривать за тремя другими дочерьми, Хуаной, Менсией и Марией.
После этих событий Энрике II сделал Педро Гонсалеса де Мендосу воспитателем своего сына и наследника Хуана, пожаловал ему поместье Ороско, включая города Буитраго и Ита в 1368 году и назвал его своим главным майордомом. Энрике также после смерти своего брата, инфанта Санчо в 1374 году, назначил его вместе с другими магнатами и прелатами губернатором королевства «на случай, если Трастамара по какой-либо причине должен будет покинуть Кастилию».
В 1369 году Педро Гонсалес де Мендоса участвовал в войне против Арагонского королевства, захватившего Рекену. В 1373 году Педро Гонсалес де Мендоса обменял некоторые деревни в обмен на Сомосьерру и Робрегордо, что вместе с Буитраго позволило бы ему контролировать порт Сомосьерра. В 1374 году он боролся с первым вторжением герцога Ланкастера. В 1375 году он заключил мир с Арагоном. 14 мая того же 1375 года были подписаны капитуляции для брака Марии де Кастилья, незаконнорожденной дочери короля Энрике II, с Диего Уртадо де Мендоса, сыном Педро Гонсалеса де Мендосы.

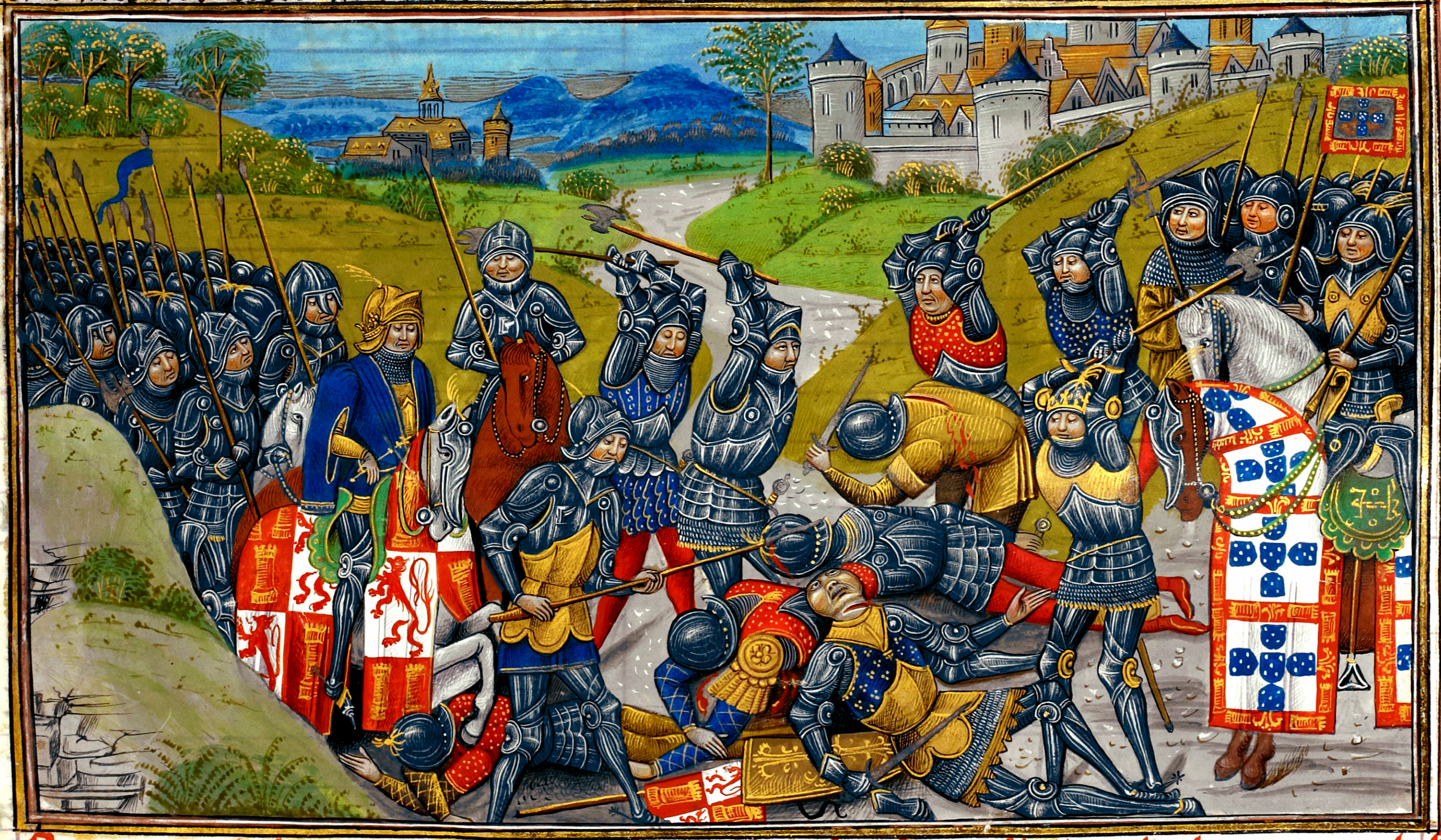
Сражение при Алжубарроте, 1385 год

Когда Хуан I Кастильский взошел на престол в 1379 году, он назначил его своим главным майордомом и генерал-капитаном королевской армии. Он основал майораты де Ита и Буитраго в 1380 году. Он был назначен сеньором половины Реал-де-Мансанарес (Мадрид) 14 октября 1383 года. Он основал майорат де Мансанарес в 1384 году и передал его своему старшему сыну Диего Уртадо де Мендосе.
Когда король Фернанду I Португальский скончался, король Кастилии Хуан I заявил о своих претензиях на португальский престол, поскольку он был женат на Беатрис, дочери покойного португальского короля, оставив Педро Гонсалеса де Мендосу одним из регентов Кастилии в 1384 году. Летом 1385 года Педро Гонсалес де Мендоса сопровождал короля Хуана I в катастрофическое поражение в битве при Алжубарроте в Португалии, где, по легенде, после того, как кастильская армия бежала, он передал монарху своего собственного кноя, чтобы тот не попал в плен. Король приказал ему взобраться на круп, чтобы спастись обоих, на что Педро Гонсалес де Мендоса ответил: «Бог не хочет, чтобы женщины Гвадалахары говорили, что здесь их домовладельцы и мужья мертвы и я вернусь туда живым». Героический поступок, который стоил ему жизни. По этой причине он известен как «мученик Алжубарроты».
Он был одним из пионеров придворной поэзии при кастильском дворе, и четыре его произведения хранятся в Cancionero de Baena.

## Брак и потомство
Он заключил первый брак в 1354 году с 16-летней Марией Фернандес, дочерью Фернандо Родригеса Печа и Эльвиры Мартинес, и сестрой Педро Фернандеса Печа, основателя монастыря Сан-Бартоломе-де-Лупиана. Мария составила завещание в Гвадалахаре 28 ноября 1353 года, в котором она упоминает своих родителей и мужа, которым она оставляет свои активы в узуфрукте, чтобы после ее смерти они были возвращены ее естественным наследникам. Потомства от этого брака не было.
Во втором браке он женился в 1363 году на Альдонсе де Айала, дочери Фернана Переса де Айала (1305—1385) и Эльвиры Альварес де Себальос, сестре Перо Лопеса де Айала и главной горничной королевы Хуаны Мануэль де Вильены. С ней у него было пять дочерей, которых он упоминает в своем завещании: Эльвира, Мария, Инес, Менсия и Хуана де Мендоса, причем последняя была прабабушкой короля Арагона Фердинанда Католика. Он также был отцом четверых сыновей, все упомянутые в его завещании, хотя выжили только двое: Диего Уртадо де Мендоса и Иньиго Лопес де Мендоса, предка графов Прьего. После смерти мужа Альдонса, как исполнитель его завещания, вернула имущество, унаследованное её мужем от первой жены, их естественным наследникам.

## Завещание
9 августа 1383 года он подписал завещание, приказав похоронить его в монастыре Сан-Франциско-де-Гвадалахара и основав в этом монастыре четырех капелланов. Он и его жена с королевской милостью основали четыре майората для каждого из своих сыновей, Диего, Иньиго, Фернандо и Хуана. Он отправил свою сестру Марию Гонсалес де Мендоса, жену Мигеля Лопеса де Лескано, в поместье Ируреса, и приказал провести в замке своего города Ита вечную мессу в честь своего дяди Иньиго Лопеса де Ороско. Он отправил своим дочерям Эльвире, Марии, Инес и Менсии по 300 000 мараведи каждой, заявив, что он дал другой своей дочери, Хуане де Мендосе (1360—1431), такую же сумму, когда на ней женился Диего Гомес Манрике де Лара и Лейва (1355—1385). Он назначил Фернана Переса де Айала, своего тестя, Педро Лопеса де Айала, своего зятя, и Хуана Уртадо де Мендосу, своего племянника, в качестве душеприказчиков.